# خشرم بن دوغان
الأمير خشرم بن دوغان بن جعفر بن هبة الله بن جماز بن منصور بن جماز بن شيحة بن هاشم آل هبة الله الجمازي الشيحي الهاشمي القرشي من سليل آل جماز بن منصور من آل مهنا أمراء أشراف المدينة المنورة أحفاد الإمام الحسين بن علي بن أبي طالب رضي الله عنهما من بني هاشم من قريش، الذين كانت فيهم إمارة المدينة المنورة وفي أبناء عمومتهم آل نعير بن منصور منافسيهم عليها. وهو أخو الأمير حيدرة بن دوغان، ووالد الأمير ضيغم بن خشرم بن دوغان الذي تأمر بعد والده.
ولد ونشأ في المدينة المنورة وتوفي فيها مقتولا سنة 832هـ.

## نسبه
هو السيد الشريف الأمير خشرم بن دوغان بن جعفر بن هبة الله بن جماز بن منصور بن جماز بن شيحة بن هاشم بن قاسم بن مهنا بن حسين بن مهنا بن داود بن القاسم بن عبيد الله بن طاهر بن يحيى بن الحسن بن جعفر بن عبيد الله ابن الحسين بن زين العابدين ابن الحسين بن علي بن أبي طالب
آل هبة الله الجمازي الشيحي المهايني الحسيني الهاشمي القرشي المضري العدناني.

## إمارته على المدينة المنورة وإستشهاده
استقر في إمرة المدينة المنورة بعد عجلان بن نعير آخر سنة 829هـ. فلما توجه الركب الشامي، وأهل المدينة إلى مكة للحج، هجم عجلان على المدينة، فأمسك الأمير خُشرم، ونهب وضَرَّبَ وحَرَّقَ بيوتا كثيرة ولم تسلم منه إلا الرافضة، فلما بلغ السلطان ذلك، أرسل كتمر السَّعدي بعسكر لتقوية خشرم ونصر السنة، وإقامة آل منصور بن جماز في المدينة المنورة. واعتقل خشرم في ذي القعدة سنة 830هـ، فذهب به إلى مكة، وثم إلى القاهرة، ومعه مانع بن علي بن عطية، فولاه السلطان ذلك في أثناء سنة 830هـ وقيل في سنة 832هـ وحدد المقريزي ذلك: في 18 شوال سنة 832هـ حيث خلع عليه، واستقر في إمرة المدينة المنورة عوضا عن عجلان بن نعير، على أن يقوم خمسة آلاف دينار، وفي 24 ذي الحجة من نفس السنة قُبض على خُشرم بن دوغان أمير المدينة المنورة، فإنه لم يقم بالمبلغ الذي وعد به، وقرر عوضع الشريف السيد مانع بن علي بن عطية.
وبعد ذلك قُتِلَ السيد الشريف خشرم بن دوغان بن جعفر بن هبة الله في الحرب التي كانت بينه وبين السيد الشريف مانع بن علي بن عطية في ذي الحجة سنة 832هـ.
وقد ثأر لهما أخيه السيد الشريف الأمير حيدرة بن دوغان بن هبة وقتل الشريف مانع بن علي بن عطية سنة 839هـ.